# BDA Anos

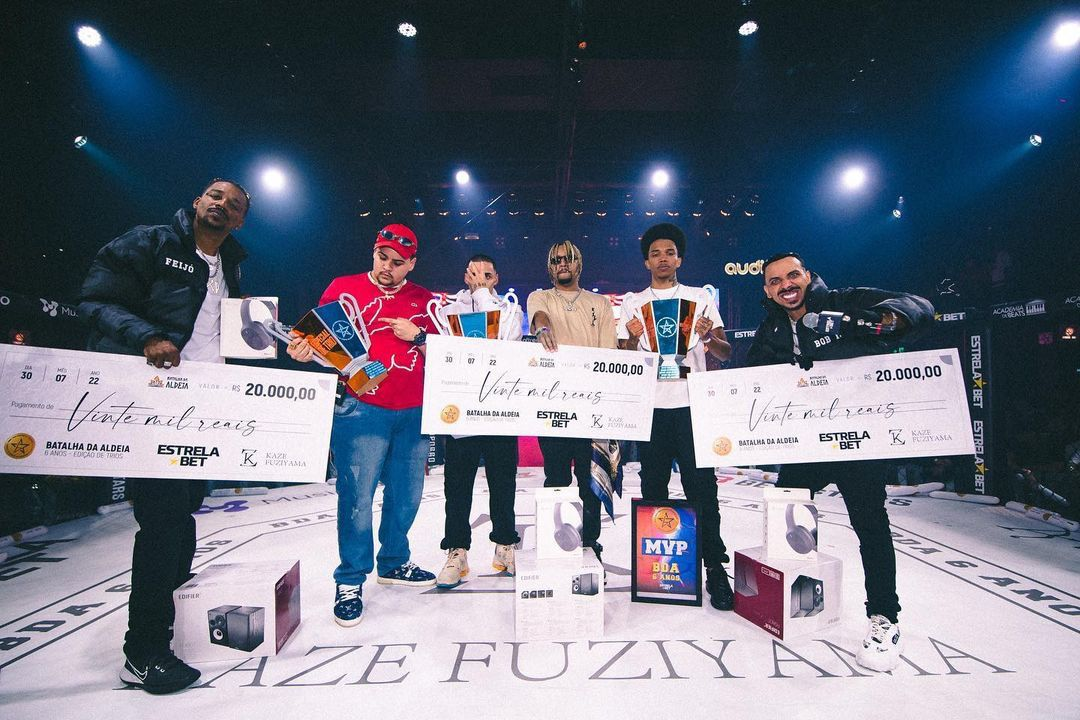
Prado, Kant e Neo ao lado dos apresentadores, após conquistarem a BDA 6 Anos.

BDA Anos, é a competição especial anual da Batalha da Aldeia, uma das principais batalhas de rimas do Brasil. Em homenagem ao aniversário da batalha, geralmente acontece em julho, chamada de 'BDA (idade da Batalha da Aldeia) Anos'. Conta com nove edições ocorridas até o momento, sendo a última denominada de 'BDA 9 Anos - O Futuro Em Seus Olhos'.
Fundada por Bob 13 e Giovane Zanardi, o evento é apresentado pelo próprio Bob 13 ao lado de AlvaFlex, antigo mc da Batalha da Aldeia. O evento atualmente ocorre no Clube Juventus da Mooca, em São Paulo. O seu recorde de público presente é mais de cinco mil pessoas, em 2024 e 2025. O evento também é transmitido para milhares de pessoas através do Podpah, no YouTube e pelo próprio canal da batalha, na Twitch.

## Formato da batalha
O número de participantes aumentou desde sua inauguração, no ano de 2024, contou com trinta e três rappers, divididos em onze trios. Esse recorde de participantes foi quebrado novamente em 2025, o evento está confirmado com trinta e seis rappers, divididos em doze trios.
Sem critério de classificação, os MC'S são convocados por Wild Card. O formato da disputa é o seguinte: Os dois primeiros rounds são disputados em formato de trio versus trio. A partir do terceiro round, cada trio seleciona um representante para duelar individualmente (um versus um). O trio que vencer melhor de cinco rounds avança de fase.

### Fases
1. Primeira fase
2. Segunda fase
3. Semifinais
4. Final

## Edições
| Ano  | Campeões                 | Placar                               | Vice-Campeões              | MVP                                                   |
| ---- | ------------------------ | ------------------------------------ | -------------------------- | ----------------------------------------------------- |
| 2017 | Cesar, Dudu, Araps       | 2 – 1                                | Thiago, Leozin, Chris      | O prêmio ainda não havia sido implementado no evento. |
| 2018 | Cesar, Dudu, Noventa     | 2 – 1                                | Choice, Thiago, Olhinho    | O prêmio ainda não havia sido implementado no evento. |
| 2019 | Noventa, Kant, Salvador  | 2 – 0                                | Tavin, BMO, Thiago         | O prêmio ainda não havia sido implementado no evento. |
| 2020 | Guerra, Nauí, Refel      | 2 – 1                                | Krawk, Kant, Thiago        | O prêmio ainda não havia sido implementado no evento. |
| 2021 | Apollo, Big Mike, Jotapê | 3 – 0 (primeira edição com 5 rounds) | Krawk, Kant, Bask          | O prêmio ainda não havia sido implementado no evento. |
| 2022 | Kant, Prado, Neo         | 3 – 2                                | Dudu, Jotapê, Jaya         | Neo                                                   |
| 2023 | Jotapê, Neo, Big Mike    | 3 – 0                                | Guri, Barreto, Noventa     | Jotapê                                                |
| 2024 | Neo, Apollo, Tavin       | 3 – 0                                | Jotapê, Guri, Barreto      | Apollo                                                |
| 2025 | Japa, Bask, Kroy         | 3 – 2                                | Big Mike, Guri, Devilzinha | Kroy                                                  |

### Maiores campeões
| MC       | Títulos |
| -------- | ------- |
| Neo      | 3       |
| Cesar    | 2       |
| Dudu     | 2       |
| Noventa  | 2       |
| Kant     | 2       |
| Jotapê   | 2       |
| Big Mike | 2       |
| Apollo   | 2       |
| Araps    | 1       |
| Salvador | 1       |
| Guerra   | 1       |
| Nauí     | 1       |
| Refel    | 1       |
| Prado    | 1       |
| Tavin    | 1       |
| Japa     | 1       |
| Bask     | 1       |
| Kroy     | 1       |

## Premiações
Em 2022, a premiação da BDA 6 Anos se tornou a maior premiação dentre todos os campeonatos de rimas do Brasil, com o trio vencedor levando R$ 60 mil, além da produção de anéis exclusivos para os campeões, inspirados nos anéis da NBA.
A partir de 2023, a premiação aumentou para R$ 100 mil. O trio campeão recebera um prêmio de R$ 90 mil (sendo R$ 30 mil para cada um), enquanto o MVP (Most Valuable Player) da competição é premiado com R$ 10 mil.
Em 2024, a premiação passou a ser de R$ 110 mil, sendo R$90 mil para o trio campeão, R$10 mil para o MVP e R$10 mil para o MC que mandasse a rima eleita a "melhor rima da noite".

## Repercussão
A cada edição que passa, a BDA Anos cresce em visibilidade e influência, registrando um aumento significativo em seu alcance. No YouTube, diversos vídeos do evento já superaram um milhão de visualizações.
Um dos principais atrativos do evento é a originalidade do formato, onde os MCs competem em um ringue de boxe, lembrando o estilo do Ultimate Fighting Championship (UFC).
Em 2023, a transmissão da BDA 7 Anos chegou a ter 127 mil pessoas assistindo simultaneamente pelo YouTube. Além disso, vídeos curtos de rimas se tornaram um fenômeno na internet, principalmente no TikTok. O MC Xamuel, foi um dos que mais viralizaram após a sétima edição. O rapper conseguiu milhões de seguidores nas redes sociais após uma rima com flow de afrobeat, por conta do estilo dançante, a rima se tornou uma trend.
Com o evento fazendo sucesso, em 2024, o time de e-sports, MIBR, contratou três MC's (Neo, Apollo e Maria) para representar o time, inicialmente na BDA Anos.